# Oonopoides singularis
Oonopoides singularis là một loài nhện trong họ Oonopidae.
Loài này thuộc chi Oonopoides. Oonopoides singularis được miêu tả năm 1983 bởi Dumitrescu & Georgescu.